# Sikorsky S-76 Spirit
Sikorsky S-76 Spirit (рус. Сикорский S-76 «Спирит») —  коммерческий вертолет общего назначения, разработанный и произведенный американским производителем вертолетов Sikorsky Aircraft. Это первый вертолет компании, специально разработанный для гражданского рынка.
S-76 был разработан в середине 1970-х годов, изначально имел обозначение S-74, но был переименован в честь двухсотлетия США. Опираясь на недавно разработанный вертолет S-70 Black Hawk, он был оснащен двумя турбовальными двигателями, четырехлопастными несущим и рулевым винтами и убирающимся шасси. Постройка четырех опытных вертолетов была начата в мае 1976 года. Первый полет первого опытного вертолета S-76A с двумя газотурбинными двигателями Allison 250С-30 мощностью по 485 кВт состоялся 13 марта 1977 года. В августе 1978 года состоялся полет вертолета S-76A головной серии. Первоначальным серийным вариантом был S-76A, первые поставки которого состоялись 27 февраля 1979 года. Со временем было выпущено несколько модернизированных вариантов, включая S-76 Mk II, запущенный в производство в 1982 году, и S-76B запущенный в 1987 году. Разработка S-76D была особенно проблемной и была отложена на четыре года. Он был окончательно сертифицирован для эксплуатации 12 октября 2012 года.
Общий налёт всего парка 875 произведенных S-76 составил более 7,5 миллионов часов.
Первоначально S-76 столкнулся с высоким спросом со стороны компаний занимающихся добычей нефти на море. Позже спрос сместился в сторону VIP-сектора рынка. Он выполнил несколько примечательных полетов, таких как первое кругосветное путешествие в направлении с востока на запад на вертолете и автономный демонстрационный полет в 2016 году. Компания Sikorsky также использовала отдельные вертолеты, часто сильно модифицированные, для экспериментальных целей и для поддержки развития других программ. Спрос на S-76 снизился в 2010-х годах, более новые вертолеты, такие как AgustaWestland AW139, оказались более конкурентоспособны. В марте 2022 года в Sikorsky приостановили новые заказы на S-76, но заявили, что изучают возможности будущего зарубежного производства совместно с иностранными партнерами.

## Разработка
Разработка S-76 началась в середине 1970-х годов как S-74. Впоследствии S-74 был переименован в S-76 в честь двухсотлетия США. Компания поставила перед собой цель разработать средний вертолет, подходящий для корпоративных перевозок и компаний занимающихся добычей нефти на шельфе. Работа компании по вертолету S-70 (который был выбран армией США как UH-60 Black Hawk) была использована при разработке S-76, включив технологию проектирования, использованную в S-70 в области разработки лопастей и втулки ротора несущего винта. Это был первый вертолет Sikorsky Aircraft, разработанный исключительно для коммерческого, а не военного использования.
13 марта 1977 года прототип совершил свой первый полет. 21 ноября 1978 года был выдан первоначальный сертификат типа Федерального управления гражданской авиации США, а первая поставка заказчику состоялась 27 февраля 1979 года. В конце 1978 года S-76 был официально назван «Spirit», однако 9 октября 1980 года компания официально отказалась от этого названия, как сообщается, из-за проблем с переводом на некоторые иностранные языки.
Первым серийным вариантом вертолёта был S-76A. Со временем было выпущено несколько модернизированных версий. В 1982 году был представлен S-76 Mk II, оснащенный более мощными двигателями и с другими улучшениями конструкции. В 1987 году началось производство S-76B, оснащенного двигателями Pratt & Whitney Canada PT6B-36A и Pratt & Whitney Canada PT6B-36B. Он мог развивать максимальную скорость 287 км/ч на уровне моря. К началу 2001 года заказчикам было поставлено более 500 самолетов S-76.
В начале 2000-х годов основной версией в производстве был вариант S-76C+. Он был оснащен двумя двигателями Turbomeca Arriel 2S1 с электронно-цифровой системой управления двигателем и комплектом средств авионики EFIS производства компании Honeywell. На этом варианте вертолёта также имелась система активного шумоподавления, виброгасители и несущий винт, изготовленный из композитных материалов. 3 января 2006 года S-76 C++ заменил более ранние версии в производстве. Он оснащен двумя более мощными двигателями Turbomeca Arriel 2S2 и включает в себя улучшенную и более тихую трансмиссию, а также незначительные изменения во внутреннем оборудовании и авионике. К январю 2006 года Sikorsky получил 92 заказа на эту модель.
Разработка следующего варианта вертолёта S-76D была задержана на четыре года из-за технических проблем с диапазоном режимов полета. 7 февраля 2009 года прототип совершил свой первый полет, и получение сертификата типа изначально ожидалось в течение 2011 года, в то время как поставки прогнозировались на конец того же года. Федеральное управление гражданской авиации США выдало сертификат 12 октября 2012 года. В программе сертификации использовались три прототипа, один из которых использовался для сертификации дополнительной электрической системы защиты ротора от обледенения. Модель «D» оснащена двигателями Pratt & Whitney Canada PW210S мощностью 1050 л.с. (783 кВт), приводящими в движение композитный ротор с активным контролем вибрации. Производительность двигателей была существенно увеличена вместе с приростом мощности, но первоначальная сертификация сохраняет тот же общий вес 5 307 кг и максимальную крейсерскую скорость 287 км/ч, что и у более ранних моделей.
Темпы производства заметно снизились в 2010-х годах - в период с 2016 по 2020 год было поставлена всего дюжина С-76. В сентябре 2013 года было объявлено, что китайский производитель Changhe Aircraft Industries Corporation получил контракт на производство планера S-76D. По имеющимся данным, к апрелю 2022 года было построено более 875 единиц S-76.
В марте 2022 года в Sikorsky объявили, что приостановили новые заказы на S-76, пока оцениваются потенциальные зарубежные производственные партнеры и возможности выдачи лицензий на производство. Причины приостановки заключались в снижении объема продаж, высокой стоимости поставок и производства, а также непомерных расходах, связанных с адаптацией S-76 для соответствия растущим требованиям безопасности. Этот шаг фактически привёл к остановке производства S-76 и ознаменовал собой уход компании Sikorsky с рынка средних коммерческих вертолетов. Компания Sikorsky заявила, что продолжит активное производство запасных частей для S-76 на своем заводе в Коннектикуте.

## Конструкция
Вертолет одновинтовой схемы, четырехлопастным несущим винтом  и четырехлопастным рулевым винтом на левой стороне хвостовой балки. Он приводится в движение парой турбовальных двигателей, которые расположены над пассажирским салоном. На прототипах и первых серийных самолетах использовались двигатели Allison 250-C30, вариант популярного двигателя Allison 250, разработанного специально для S-76. Он имеет одноступенчатый центробежный компрессор вместо многоступенчатого осевого/центробежного компрессора в более ранних моделей двигателя, и развивает взлетную мощность 650 л. с. (480 кВт). Двигатели, помещены в отсеки, установлены в верхней части фюзеляжа, за пилоном рулевого винта. Имеют передний вывод выходного вала, независимые системы подачи топлива и смазки и противопожарной защиты. Двигатели снабжены фильтрами очистки воздуха и противообледенительными устройствами. Топливо содержится в двух самоуплотняющихся баках. Стандартный запас топлива 1064 литров. Масса расходуемого топлива 914 кг. Дополнительный бак объемом 250 литров может быть установлен в багажном отсеке. Заправка баков самотеком индивидуальная, через отдельные горловины с каждой стороны фюзеляжа. Предусмотрена система обнаружения и борьбы с пожаром в силовой установке. Изменена конфигурация выхлопных сопл двигателей. Имеется электронная цифровая система управления работой двигателя фирмы Hamilton Standart. Для аварийных случаев предусмотрено ручное управление. Ресурс двигателя до капитального ремонта составляет 3000 часов. Трансмиссия включает главный редуктор и вал привода рулевого винта, промежуточный редуктор, редукторы двигателей. Главный редуктор рассчитан на передачу мощности 1110 кВт. Ресурс главного редуктора 1500 часов.
Главный ротор оснащен цельной алюминиевой ступицей, оснащенной эластомерными подшипниками, которые не требуют смазки или какого-либо другого вида обслуживания в течение всего расчетного срока службы. Несущий винт четырехлопастный, разработан на базе конструкции несущего винта вертолета UH-60А, имеет шарнирное крепление лопастей. Лопасти прямоугольной формы в плане, со стреловидными законцовками из кевлара (30° по передней, 10° по задней кромке), профилем Sikorsky SC-1095 и нелинейной круткой для обеспечения равномерной нагрузки при зависании вертолёта. Хорда лопасти 0.39м. Полый лонжерон овального сечения выполнен из титанового сплава. По носку лопасти проходят противоабразивные накладки из никелевого и титанового сплавов, заполнитель слоистой конструкции выполнен из номекса, обшивка лопасти - из стеклопластика. Имеются гидравлические демпферы колебаний в плоскости вращения и маятниковые гасители колебаний на втулке несущего винта. Втулка монолитной конструкции из алюминиевого сплава. Тормоз несущего винта устанавливается по желанию заказчика.
Электросистема в варианте для полетов по приборам включает генератор переменного тока мощностью 7.5 кВА с приводом от главного редуктора и статический преобразователь переменного тока (115В, 600ВА, 400 Гц). Аккумуляторная батарея емкостью 34 ампер-час устанавливается по желанию заказчика. В варианте для визуального полета электросистема содержит два стартер-генератора постоянного тока (200А) и никель-кадмиевую батарею (24В, 17 А*ч).
Фюзеляж самолета S-76 изготовлен как из металла, так и из композитных материалов. Носовая часть выполнена из стекловолокна, в салоне в основном используется сотовая структура из легких сплавов, полумонококовая хвостовая балка также изготовлена из легкого сплава. Пара пилотов обычно размещается бок о бок в кабине, расположенной в передней части салона, в котором могут разместиться еще 12 пассажиров в трех рядах по четыре человека или от четырех до восьми пассажиров в более роскошной конфигурации салона представительского класса. Более поздние модели могут управляться одним пилотом при наличии соответствующим образом сконфигурированной кабины.
Электронное оборудование размещается в носовой части фюзеляжа. Предусмотрены система полета по приборам и различные виды радионавигационного и радиолокационного оборудования по требованию заказчика, в том числе приемопередатчик VHF-20, автоматический радиокомпас, радиовысотомер, метеорологическая РЛС, дальномерная аппаратура, низкочастотная навигационная система, аварийный радиомаяк. Предусмотрено использование сдвоенного цифрового автопилота, который может быть использован либо в режиме автопилота, либо в режиме системы повышения устойчивости и управляемости.

## История службы
На раннем этапе своей коммерческой карьеры S-76 был популярен у компаний выполняющих обслуживание морских нефтяных платформ. Многочисленные операторы либо приобрели, либо арендовали эти вертолёты специально для работы в этом секторе.
В 1982 году самолет S-76A установил несколько рекордов в своём классе по дальности полёта, скороподъемности, скорости и потолку полёта.В июне 1995 года вертолет S-76 стал первым вертолетом, совершившим кругосветное путешествие с востока на запад. Пилотировал его австралийский путешественник Дик Смит.
В ходе предвыборной кампании в преддверии всеобщих выборов в Соединенном Королевстве 2005 года как Лейбористская, так и Консервативная партии отказались от обычных туровых автобусов в пользу вертолетов S-76 для быстрой перевозки своих лидеров по Британским островам. По словам Джейсона Ламберта, вице-президента Sikorsky по коммерческим и военным проектам, S-76 оказался особенно популярен среди VIP-клиентов. К 2020 году, по словам представителя фирмы, десять стран использовали S-76 для перевозки глав своих государств.
S-76 периодически использовались для испытаний новых технологий и инженерных решений. Вертолёт-демонстратор S-76 SHADOW (Sikorsky Helicopter Advance Demonstrator of Operators Workload) был построен для испытания его усовершенствованной кабины, для испытаний полётов с одним пилотом и для изучения инженерных решений, примененных в условиях таких полётов. Это осуществлялось в рамках испытаний по программе вооруженного разведывательного вертолета RAH-66 Comanche. В 2010-х годах вертолёт S-76 был подготовлен к автономному полёту и продемонстрировал эту возможность в июне 2016 года, пролетев расстояние около 48 километров без какого-либо вмешательства человека, за исключением ограниченного ввода данных с планшетного компьютера. Фазы взлета и посадки также выполнялись автономно.
В 2010-х годах многие операторы S-76 решили заменить этот вертолёт на более новые винтокрылые машины средней грузоподъемности, такие как AgustaWestland AW139. В начале 2020 года было отмечено, что, хотя S-76D больше не соответствует правилам Федерального управления гражданской авиации США, разрешающим его продажу клиентам в США, его продажа в ряд других стран все еще возможна.
В феврале 2025 года стало известно о передаче одного вертолёта Sikorsky S-76A в эвакуационном медицинском варианте для нужд Главного управления разведки МО Украины. Вертолёт был передан в рамках благотворительной инициативы канадской авиакомпании Helijet International.

## Варианты

### Гражданские
S-76A
Оригинальная серийная версия, оснащенная двумя турбовальными двигателями Rolls-Royce (Allison) 250-C30 мощностью 650 л. с. (480 кВт). Большое количество модифицировано до вариантов S-76A+, A++, C и C+. Изготовлено 284 экземпляра.
S-76A Utility
Транспортная версия S-76A, оснащенная раздвижными дверями и усиленным полом.
S-76A+
Нераспроданные вертолёты S-76, которые были оснащены двумя турбовальными двигателями Turbomeca Arriel 1S. Изготовлено 17 экземпляров.
S-76A++
Вертолеты S-76, оснащенные двумя турбовальными двигателями Turbomeca Arriel 1S1.
S-76A Mk II
Улучшенная всепогодная транспортная версия, оснащенная более мощными двигателями.
S-76B
Вариант, оснащенный двумя турбовальными двигателями Pratt & Whitney Canada PT6B-36A или Pratt & Whitney Canada PT6B-36B. Построен 101 экземпляр.
S-76C
Оснащен двумя турбовальными двигателями Turbomeca Arriel 1S1 мощностью 539 кВт (981 л.с.). Изготовлено 43 экземпляра.
S-76C+
Модернизированная версия, оснащенная улучшенными турбовальными двигателями Turbomeca Arriel 2S1 с электронно-цифровой системой управления двигателем. Изготовлено 35 экземпляров.
S-76C++
Вариант, оснащенный двигателями Turbomeca Arriel 2S2.
S-76D
Оснащен двумя двигателями Pratt & Whitney Canada PW210S. Также оснащен комплексом авионики Thales Topdeck. Уровень шума значительно снижен по сравнению со всеми предыдущими вариантами.

### Военные
AUH-76 "Dragon Lady"
Вооруженная транспортная версия вертолёта S-76 Mk. II. Поставлены в 1983 году в ВВС Филиппин. Первоначально вооружена двумя  7,62-мм пулеметами M134 (по одному с каждой стороны) и 7-зарядными блоками с неуправляемыми авиационными ракетами по обоим бортам, а также радиолокационным высотомером. Когда M134 стали непригодными к эксплуатации, они были заменены пулеметами M2P.
H-76 Eagle
Военизированный вариант для военно-морских операций, созданный на базе S-76B. Был анонсирован в 1985 году, но ни один из них так и не был продан.

### Экспериментальные варианты
Sikorsky S-75
Вертолёт спроектированный по программе полностью композитного планера (Advanced Composite Airframe Program (ACAP). Созданный из новых композитных материалов, он имел двигатели, трансмиссию и главный вал от вертолёта S-76.
Sikorsky S-76 SHADOW
Первоначальная концепция программы LHX заключалась в создании одноместного вертолета, который мог бы быть более функциональным, чем двухместная версия. Вертолет по программе Helicopter Advance Demonstrator of Operators Workload (SHADOW) имел одноместную усовершенствованную кабину, прикрепленную к носу. Целью было изучение взаимодействия пилота с  усовершенствованным интерфейсом и дисплеями кабины. Кабина была прототипом одноместной версии, разработанной для использования на прототипе вооруженного разведывательного вертолета RAH-66 Comanche. Кабина была спроектирована таким образом, чтобы датчики передавали данные пилоту через нашлемные дисплеи. Исследование  определило, что управление Comanche одним пилотом было небезопасным и приводило к перегрузкам для летчика. В результате этого исследования Comanche был спроектирован для управления экипажем из двух человек.

## Операторы
S-76 находится на гражданской службе по всему миру в авиакомпаниях, корпорациях, медицинских учреждениях и государственных органах. Самый большой в мире гражданский флот состоит из 79 вертолетов Sikorsky S-76, эксплуатируемых компанией CHC Helicopter Corporation.
Ниже приведены некоторые правительственные и военные операторы вертолёта Sikorsky S-76.
 Аргентина
- ВВС Аргентины[29] – два вертолёта в версии S-76B.

 Великобритания
- Вертолёт Sikorsky S-76B ВМС Таиланда садится на палубу корабля прибрежной зоны США USS Jackson (LCS-6)[англ.]The King's Helicopter Flight[30] – авиационный отряд для перевозки членов Королевской семьи. Используются два вертолёта в версии S-76C++.

 Иордания
- ВВС Иордании[31]

 Испания
- Береговая охрана Галисии[32]
- ВВС Испании[33] – 8 вертолётов в поисково-спасательном и учебном вариантах.

 Канада
- LifeFlight (Nova Scotia)[англ.] – воздушная медицинская скорая помощь.

 Китай
- Министерство коммуникаций КНР[34] – 4 единицы S-76D в поисково-спасательном варианте.

 Китайская Республика
- Национальная авиадесантная служба[35]

 Саудовская Аравия
- Министерство внутренних дел Саудовской Аравии[36] – 12 единиц в варианте S-76D.

 Сербия
- Вертолётное подразделение полиции Сербии[37] –  один вертолёт Sikorsky S-76B в VIP-варианте.

 Таиланд
- ВМС Таиланда[33]

 Украина
- ГУР Министерства обороны Украины – один S-76А в медицинской версии передан в рамках благотворительной инициативы канадской авиакомпании Helijet International[24].

 Филиппины
- ВВС Филиппин[33]

 Япония
- Береговая охрана Японии[38]

## Тактико-технические характеристики
Приведённые характеристики соответствуют модификации S-76C+. Источник данных: Jane's.

Технические характеристики
- Экипаж: 1-2 пилота
- Пассажировместимость: до 13 пассажиров
- Длина: 16,0 м
- Длина фюзеляжа: 13,21 м
- Размах крыла: 13,41 м
- Диаметр рулевого винта: 2,44 м
- Максимальная ширина фюзеляжа: 2,13 м
- Высота: 4,42 м (с хвостовым винтом)
- Площадь крыла: 141,26 м²
- База шасси: 5,0 м
- Колея шасси: 2,44 м
- Масса пустого: 2 545 кг
- Максимальная взлётная масса: 5 307 кг
- Масса полезной нагрузки: 1 616 кг
- Масса топлива во внутренних баках: 3 030 кг
- Объём топливных баков: 1 083 л (стандартный бак)
- Силовая установка: 2 × турбовальных Turbomeca Arriel 2S1
- Мощность двигателей: 2 × 856 л.с. (2 × 638 кВт (взлётная))

Габариты грузовой кабины
- Длина: 2,46 м
- Ширина: 1,93 м
- Высота: 1,35 м
- Площадь пола: 4,18 м²
- Полезный объём: 5,8 м³

Лётные характеристики
- Максимально допустимая скорость: 287 км/ч
- Крейсерская скорость: 259 км/ч
- Практическая дальность: 813 км
- Практический потолок: 3 871 м
- Статический потолок:  
  - с использованием эффекта земли: 1 722 м
  - без использования эффекта земли: 549 м
- Скороподъёмность: 8,25 м/с
- Нагрузка на крыло: 37,6 кг/м²
- Тяговооружённость: 224,7 Вт/кг (без/с подвеской на трансмиссию)

## Аварии и катастрофы
| Дата       | Бортовой номер                                           | Место катастрофы                 | Жертвы | Краткое описание |
| ---------- | -------------------------------------------------------- | -------------------------------- | ------ | --- |
| 21.03.1980 | PT-HKB Собственник: Votec Servicios Aereos Regionals     | Макаэ                            | 14/14  | Упал в море из-за отказа несущего винта. |
| 12.03.1981 | G-BGXY Собственник: Bristow Helicopters                  | Питерхед                         | 4/4    | Лопасть несущего винта отделилась во время полёта. |
| 30.04.1982 | C-GIMF Собственник: Okanagan Helicopters                 | Сиамский залив                   | 13/13  | Потерял управление рулевым винтом. |
| 08.11.1983 | TF-RAN Собственник: Исландская Береговая Охрана          | Западные Фьорды                  | 4/4    | Во время тренировочной миссии разбился по неустановленной причине. |
| 11.08.1984 | N63WW Собственник: Компании По Капитальному Оборудованию | Нью-Джерси                       | 1/2    | Упал в лес из-за технических неисправностей. |
| 01.11.1984 | N27422 Собственник: Petroleum Helicopters (PHI)          | Хайнань                          | 5/5    | Разбился из-за отказа двигателя. |
| 11.06.1985 | N176FJ Собственник: Raco Helicopters                     | Нью-Джерси                       | 1/2    | Столкнулся с другим вертолетом. |
| 05.01.1986 | N7612L Собственник: Air Logistics                        | Хоума (Луизиана)                 | 3/6    | Разбился при посадке на движущуюся баржу при сильном ветре. |
| 06.06.1986 | N5AZ Собственник: «United Technologies»                  | Саттон                           | 4/4    | Разбился в плохую погоду. |
| 04.02.1987 | N767AL Собственник: Air Logistics                        | Англтон                          | 2/2    | Разбился. Были доказательства, что несущий винт отделился от корпуса, ударившись о что-то. |
| 30.05.1987 | 208 Собственник: ВВС Филиппин                            | Манильский залив                 | 4/9    | Врезался в воду во время съёмок вылазок. |
| 12.05.1990 | 203 Собственник: ВВС Филиппин                            | Замбоанга                        | 9/?    | Разбился по неизвестной причине. 9 человек найдены погибшими. |
| 01.08.1990 | JA9943 Собственник: Aero Asahi                           | Хаконе                           | 2/2    | Разбился по неустановлённой причине. |
| 22.08.1990 | 204 Собственник: ВВС Филиппин                            | ?                                | 1/?    | Разбился в плохую погоду. |
| 18.04.1992 | G-BOND Собственник: «CHC Scotia Ltd»                     | Нефтяная станция в Северном море | 0/9+1  | Во время посадки несущим винтом убило офицера посадки вертолета. |
| 06.02.1993 | I-EAIR Собственник: Eliair                               | Венеция                          | 4/10   | Разбился при посадке в тумане. |
| 14.06.1993 | HL9245 Собственник: «Sunkyung Engineering»               | Сеул                             | 7/8    | Разбился во время проведения аэросъёмки. Среди погибших — режиссёр фильма. |
| 03.10.1997 | B-7301 Собственник: Zhuhai Helicopter                    | Вэньчжоу                         | 7/7    | Разбился в море в экстремальных погодных условиях. |
| 10.08.2005 | OH–HCI Собственник: «Copterline OÜ»                      | остров Аэгна (Эстония)           | 14/14  | Упал в воду по причине самопроизвольного срабатывания переднего сервопривода главного ротора и последующая потеря управления.. В катастрофе погибла жена тогдашней главы фабрики Kalev Оливера Крууда и его сестра. |
| 26.01.2020 | N72EX Собственник: «Island Express Holdings Inc.»        | Калабасас (Калифорния)           | 9/9    | Врезался в холм из-за дезориентации пилота. В катастрофе погиб баскетболист Коби Брайант с дочерью и его друзья. |

### Родственные разработки
- Sikorsky S-70
- Sikorsky S-75

### Аналоги
- Ка-60
- Agusta A109
- Bell 222
- Bell 430
- Eurocopter AS 365 Dauphin
- HAL Dhruv

### Списки
- Список вертолётов